# Bjørn Fongaard

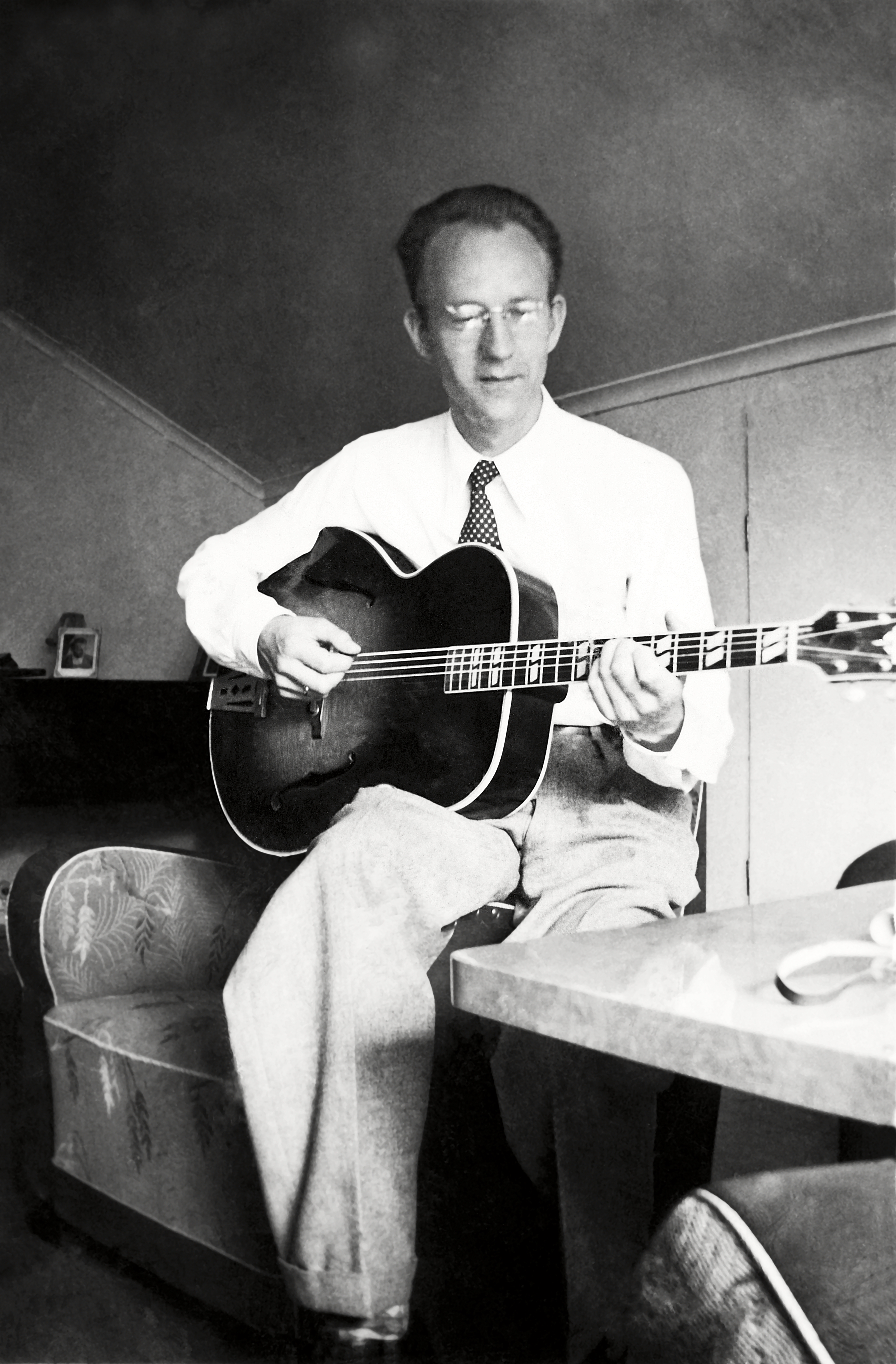
Bjørn Fongaard

Bjørn Halsten Fongaard (* 2. März 1919 in Oslo; † 26. Oktober 1980 ebenda) war ein norwegischer Komponist, Gitarrist und Musikpädagoge.

## Leben
Fongaard war der Sohn einer Arbeiterfamilie aus Oslo und wuchs im Stadtteil Ekeberg auf. Die Eltern waren Paul Anton Fongaard und Sigrid Hjelmberg.
Bjørn Fongaard studierte zunächst Harmonielehre und Klavier mit Kristian Lange. 1945 schloss er eine Ausbildung als Gitarrist und Pianist am Konservatorium von Oslo ab, und 1947 auch als Dirigent. Privat studierte er Komposition bei Per Steenberg, Sigurd Islandsmoen, Bjarne Brustad und Karl Andersen.
Hindemith, Schönberg und Webern waren frühe Inspirationsquellen, und Fongaard schrieb Musik in traditionellen Genres, bevor er sich auf mikrotonale Musik zu konzentrieren begann. Um seine Ideen zu verwirklichen, baute er zunächst eine Viertelton-Gitarre, später eine bundlose Gitarre und schließlich eine präparierte Gitarre.
Fongaard war ein sehr produktiver Komponist; insgesamt schrieb er über 250 Stücke, 150 mit Opus-Nummern, darunter Orchesterwerke, elektronische Musik, Kammermusik, Konzerte, Klavier- und Orgelsuiten, Lieder, Chorstücke und Sinfonien.

## Werke

### Orchesterwerke
- Uran 235 (1963)
- 23 Konzerte für Piano und Orchester op. 118
- 12 Konzerte für Soloinstrument und Orchester op. 120
- 12 Sinfonien
- Sinfonische Dichtungen
- 18 Konzerte für unterschiedliche Blasinstrumente
- 7 Violinkonzerte
- 5 Orgelkonzerte

### Kammermusik
- 21 Streichquartette
- 12 Streichtrios
- 57 Sonaten
- 41 Konzerte für Soloinstrument und Tonband op. 131

### Elektronische Musik für mikrotonale Gitarre
- Galaxe op. 46 (1966)
- Homo Sapiens op. 80  (1966)
- Epos (1967)
- Aforismer (1968)
- Elektrofonia 1–7, 1970
- Genesis
- Sinfonia Microtonalis op. 79 (1970)
- Orchestra Antiphonalis
- Sonate (1970)
- Suite (1971)
- Andromeda, Ballett (1971)
- Dimensjoner, Ballett (1972)

## Tonträger
- Fongaard: Elektrofoni. Works For Micro Intervallic Guitar 1965-1978, PRISMACD711 2010